# Electronico
Electronico è un album di remix del gruppo musicale Madredeus, pubblicato nel 2002.

## Tracce
1. Haja O Que Houver (Lux Mix) – 5:08
2. Vem (Além de Toda a Solidão) (Alpha Remix) – 3:13
3. Ecos Na Catedral (Sunday Best Remix) – 4:13
4. O Paraíso (Afro Buscemi Mix) – 5:32
5. O Mar (Moana Maru Remix) – 7:33
6. O Sonho – 5:32
7. A Lira/Solidão No Oceano (Afterlife Mix) – 5:32
8. A Andorinha da Primavera – 5:37
9. Oxalá (Telepopmix) – 5:18
10. Ao Longe O Mar (Astro Reflect e Chill Mix) – 8:13
11. Ainda Insect (Harmonic Mix) – 6:49
12. Anseio (Fuga Apressada) - Anseio 2 (Craig Armstrong Remix) – 4:38
13. Guitarra (Manitoba Remix) – 8:04